# Henri Stein
Frédéric Alexandre Stein, född 1862, död 1940, var en fransk arkivarie.
Henri Stein blev tjänsteman vid Archives nationales i Paris 1885, conservatuer (avdelningschef) där 1913. År 1923 blev han professor vid École des chartes.
Han har utgett många värdefulla paleografiska, medeltidshistoriska och bibliografiska arbeten. Han grundade och ledde tidskriften Le bibliographe moderne, och var redaktör för Revue des bibliothèques samt för Catalogue général de la librairie française.